# Сексуальна практика між чоловіками

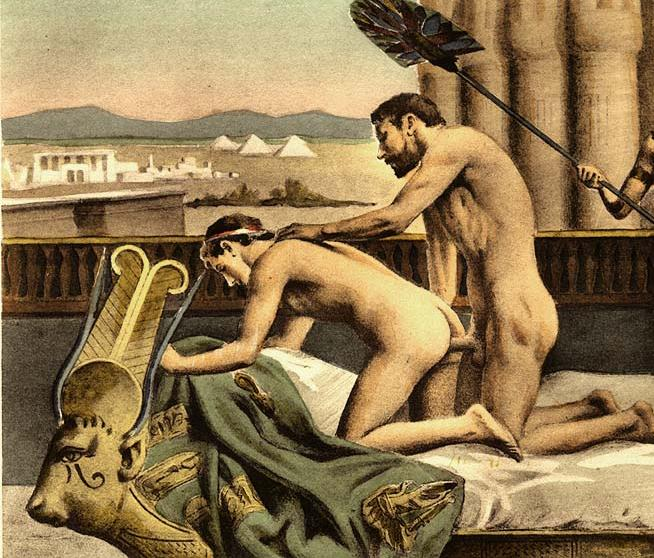
Еротична інтерпретація Адріана та Антіноуса (деталь), Пол Авріль

Сексуальна практика між чоловіками (ЧСЧ) — це сексуальні дії, в яких беруть участь чоловіки, які займаються сексом з чоловіками, незалежно від їх сексуальної орієнтації чи сексуальної ідентичності. Досліди показують, що в ході опитувань повідомлення про секс між чоловіками значно занижуються через соціальну упередженість.

## Поведінка

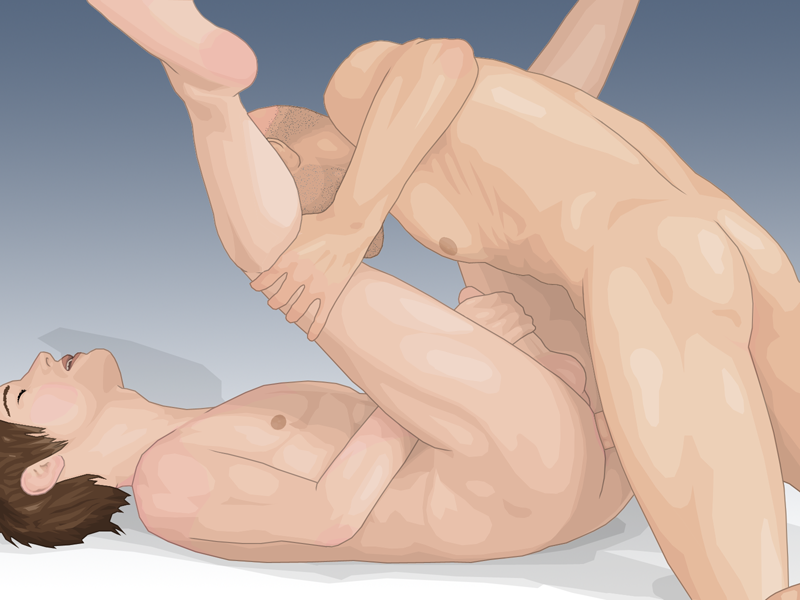
Анальний секс між чоловіками у місіонерській позиції

Під час сексуальної активності між чоловіками можуть використовуватися різні пози для сексу.

### Анальний секс

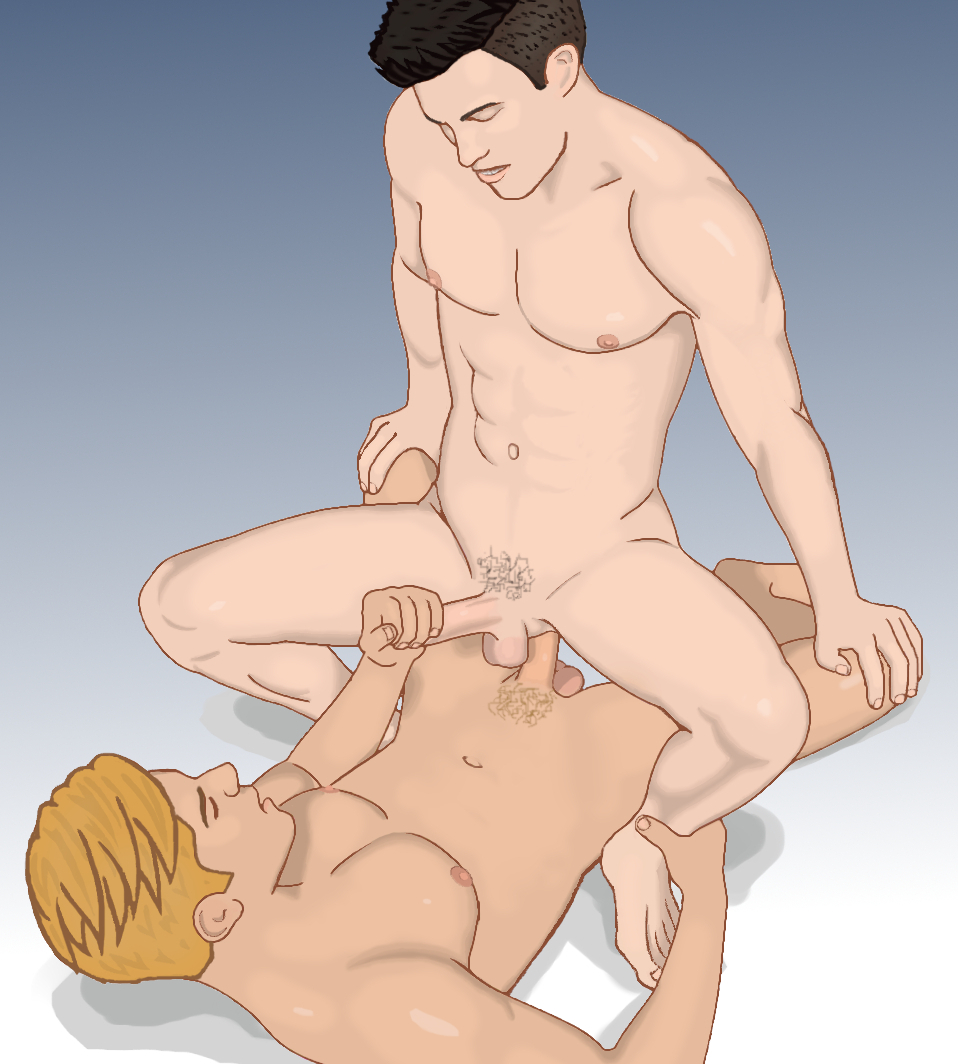
Два чоловіків займаються сексом у ковбойській позі

Історично анальний секс в народі асоціювався з гомосексуальністю чоловіків та ЧСЧ. Багато ЧСЧ, однак, не займаються анальним сексом, і можуть брати участь в оральному сексі, сексі без проникнення або фроті, або взаємній мастурбації замість цього. ЧСЧ можуть також брати участь у різних формах орального сексу, таких як мінет, тібеггінг та анілінгус. Веллінгс та ін. повідомили, що «рівняння гомосексуального на анальний секс серед чоловіків загальнопоширене серед непрофесіоналів і медичних працівників», тоді як онлайн-опитування 18 000 ЧСЧ в Європі «показало, що найчастіше практикується оральний секс, за яким слідує взаємна мастурбація, з анальним проникненням на третьому місці».  Опитування 2011 року, проведене The Journal of Sexual Medicine, виявило схожі результати для американських геїв та бісексуалів. Поцілунки партнера в рот (74,5%), оральний секс (72,7%) та партнерська мастурбація (68,4%) були трьома найпоширенішими способами поведінки, 63,2% з вибірки самозвітувались з 5 до 9 різних сексуальних форм поведінки протягом останнього зустріч.
Серед чоловіків, які займаються анальним сексом з іншими чоловіками, партнера по вставці називають верхнім, або активом, того, в кого проникають, - нижнім, або пасивом, а тих, хто виступає у будь-якій ролі, називають універсальними, або універсалами. Задоволення, біль або і те, і інше можуть супроводжувати анальний секс. Хоча нервові закінчення в задньому проході можуть забезпечити приємні відчуття, оргазм може бути досягнутий завдяки сприйнятливому проникненню в анальний отвір шляхом непрямої стимуляції простати. Дослідження Національного огляду сексуального здоров'я та поведінки (NSSHB) показали, що чоловіки, які самостійно повідомляють, що займають позицію сприйнятливого під час анального сексу під час останньої зустрічі, були принаймні настільки ж вірогідними, що досягли оргазму, як чоловіки, які прийняли роль актива. Дослідження, що проводило вибірку одиноких людей у США, показало, що показники оргазму однакові серед чоловіків за сексуальною орієнтацією. Що стосується болю або незручності під час анального сексу,  деякі дослідження показують, що для 24% - 61% чоловіків-геїв або бісексуалів хворобливий рецептивний анальний секс (відомий як анодиспареунія) є частою сексуальною проблемою протягом усього життя.
Повідомлення про поширеність анального сексу серед ЧСЧ з часом змінювались, причому деякі відсотки перевищували інші. Великий відсоток чоловіків-геїв та бісексуалів самозвітується про участь у анальному сексі протягом усього життя. Дослідження серед чоловіків-геїв показали, що відсотки подібні при порівнянні чоловіків, які вважають за краще проникати до своїх партнерів, до тих, хто воліє бути сприйнятливим партнером. Однак деякі чоловіки, які займаються сексом з чоловіками, вважають, що сприйнятливий партнер під час анального сексу ставить під сумнів їхню мужність.

### Непроникаючий секс та секс-іграшки

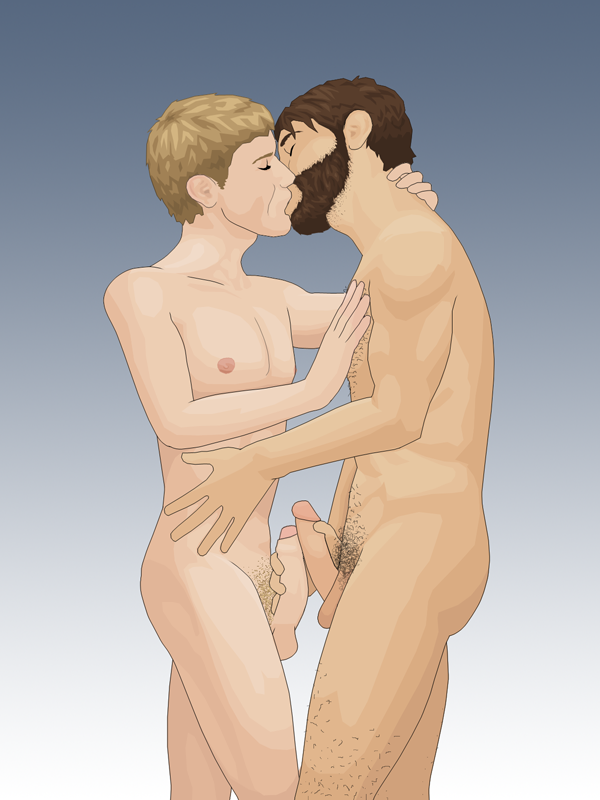
Двоє чоловіків займаються фротингом, потираючи пеніси

Існує безліч непроникаючих сексуальних практик. Фрот є формою чоловічої сексуальної активності, як правило, включає в себе контакт пенісів. Фрот може бути приємним, оскільки він взаємно і одночасно стимулює геніталії обох партнерів, як це має тенденцію виробляти приємне тертя проти вуздечки нервового пучка на нижній стороні пеніса вала кожної людини, трохи нижче сечового отвору голівці. Інтеркруральний секс - це ще одна форма непроникаючого сексу, яка може практикуватися між ЧСЧ. Також практикується стикування (введення пеніса однієї людини в крайню плоть іншого).
ЧСЧ може використовувати секс-іграшки. За даними онлайн-опитування понад 25 000 чоловіків, які самостійно повідомляють про гомосексуальну чи бісексуальну орієнтацію, 49,8% коли-небудь користувалися вібраторами. Більшість чоловіків, які раніше користувались вібратором, повідомляли про використання під час мастурбації (86,2%). При використанні під час партнерських взаємодій вібратори включали в прелюдію (65,9%) та статевий акт (59,4%). 

### БДСМ
Репрезентативне опитування, проведене в Австралії з 2001 по 2002 рік, показало, що за 12 місяців до опитування 4,4% чоловіків-геїв та 14,2% чоловіків-бісексуалів брали участь у сексуальних діях, пов’язаних з БДСМ  і 19,2% гей-чоловіки та 36,4% чоловіків-бісексуалів користувалися секс-іграшками.  Нерепрезентативне опитування на основі опитувальників щодо сексуальної поведінки американських студентів, опубліковане в 1997 році, показало, що 24% чоловіків-геїв та бісексуалів мали досвід шльопання як сексуальної практики. Серед студентів-медиків у Північній Америці 6% чоловіків-геїв та 17% чоловіків-бісексуалів повідомили, що коли-небудь отримували біль із-за сексуального задоволення, а 5% чоловіків-геїв та 9% чоловіків-бісексуалів повідомляли про заподіяння болю для цієї мети.

## Ризики для здоров’я

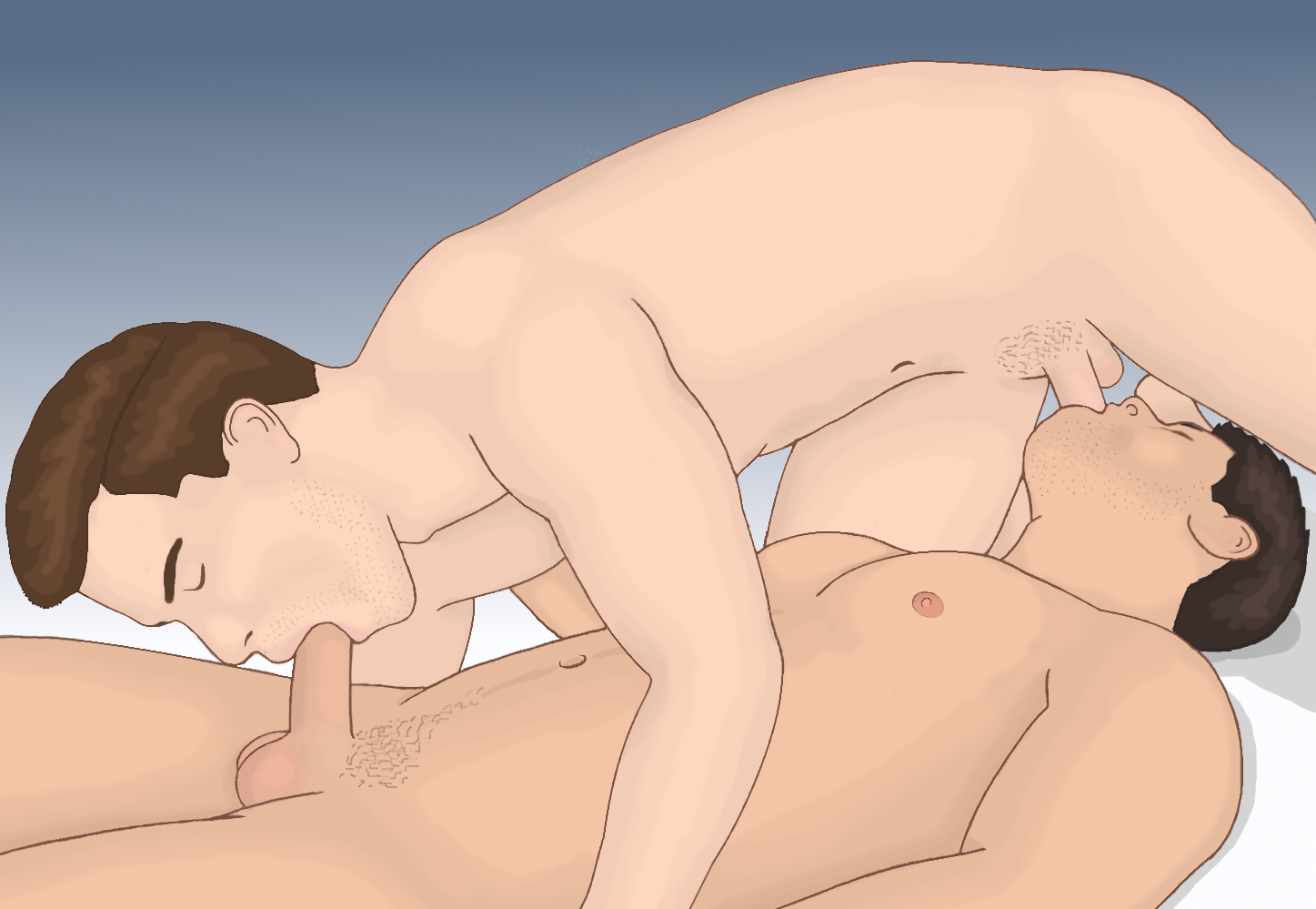
Поза 69 у ЧСЧ

Різноманітні інфекції, що передаються статевим шляхом (ІПСШ), можуть бути наслідком сексуальної активності. Дослідження 2007 року повідомило, що два великі опитування населення показали, що "більшість чоловіків-геїв щорічно мають однакову кількість незахищених сексуальних партнерів, як чоловіки та жінки без полів". 
Синдром набутого імунодефіциту (СНІД) - це захворювання імунної системи людини, спричинене вірусом імунодефіциту людини (ВІЛ).    За оцінками, 5–10% ВІЛ-інфекцій є наслідком чоловіків, що мають секс із чоловіками. Однак у більшості країн Заходу більше ВІЛ-інфекції передається чоловіками, що мають секс із чоловіками, ніж будь-яким іншим шляхом передачі. У США у 2017 р. Чоловіки-геї та бісексуали становили 70% із 38 739 нових діагнозів ВІЛ у 2017 р.  З 5164 людей, яким у Великій Британії діагностовано ВІЛ у 2016 році, 54% були чоловіками-геями або бісексуалами. Ця статистика зменшується в Лондоні, як повідомляє Public Health England у 2017 р.  
Сифіліс передається від людини до людини шляхом безпосереднього контакту з раною сифілісу; головним чином на зовнішніх геніталіях, вагіні або анусі. У 2006 році 64 % зареєстрованих випадків у США були серед чоловіків, які мають сексуальні стосунки з чоловіками. Зростання захворюваності на сифіліс серед ЧСЧ спостерігався в інших розвинених країнах. Захворювання сифілісом збільшує рівень зараження ВІЛ і навпаки, і, відповідно, опитування в США справді виявило, що половина ЧСЧ із сифілісом також мають ВІЛ. Деякі дослідження, що використовують зручні зразки, прийшли до висновку, що такий ріст можна пояснити збільшенням кількості сексуальних стосунків без презерватива серед ЧСЧ хоча принаймні одне дослідження з використанням національної репрезентативної вибірки показало, що рівень використання презервативів серед ЧСЧ збільшився, а не зменшився, в останнє десятиліття, і спостерігається різке зниження частоти анального сексу під час останньої сексуальної зустрічі активного ЧСЧ.
Згідно з американським опитуванням, ВІЛ, сифіліс та анальні бородавки значно частіше зустрічаються серед чоловіків, які нещодавно мали секс із чоловіками (ЧСЧ), ніж серед чоловіків, які нещодавно мали секс лише з жінками (ТПВ). З іншого боку, генітальний герпес рідше зустрічається серед ЧСЧ, ніж серед ТПВ. Хламідіоз, вірус папіломи людини, гонорея та воші не мають суттєвої різниці між двома групами.